# Henri Häkkinen
Henri Häkkinen (* 16. Juni 1980 in Joensuu) ist ein finnischer Sportschütze in den Disziplinen Luftgewehr, Freies Gewehr und Dreistellungskampf.
Henri Hakkinen gewann 2007 bei der Europameisterschaft in Deauville mit 699,5 Ringen die Silbermedaille. Bei den Olympischen Sommerspielen 2008 in Peking gewann Hakkinen die Qualifikation. In der Endrunde lag er bis nach dem vorletzten Schuss – gleichauf mit Abhinav Bindra – auf dem ersten Rang. Doch nachdem er bei seinem letzten Schuss patzte, fiel er hinter den Sieger Bindra und den Zweitplatzierten Chinesen Zhu Qinan zurück und gewann die Bronzemedaille. Hakkinen tritt noch in den Disziplinen Freies Gewehr und Dreistellungskampf an.